# Доманицький Віктор Миколайович
Ві́ктор Микола́йович Домани́цький (24 січня 1893, Київ — 24 березня 1962, Міннеаполіс, Міннесота) — український вчений-агроекономіст та етнолог, громадський діяч. Молодший брат Василя і Платона Доманицьких.

## З життєпису
Народився 24 січня 1893 р. в сім'ї священника. Родина Доманицьких мала давнє шляхетське походження та належала до гербу Любич.

### Навчання
Віктор Доманицький навчання розпочав у Колодистській церковно-приходській школі, у 1902 продовжив навчання у Першій Олександрійській гімназії у Києві. Під час навчання у старших класах захоплювався мистецтвом: закінчив курс малювання у професора Рябчевського, однорічний курс дикцій і декламації визначного актора П. Матковського, у 1908—1911 виступав у драматичному гуртка.
Протягом 1911—1915 навчався на природничому відділі фізико-математичного факультету Університету Св. Володимира.

### Діяльність в Україні
В роки І світової війни — офіцер-фортифікатор у штабі російського Балтійського флоту, за доби УНР — член української дипломатичної делегації на переговорах у Москві.
У 1918—1920 діяльність Доманицького була пов'язана з українською кооперацією. Спочатку працював в Українському народному кооперативному банку у Києві («Українбанку»), згодом у Центральному союзі українських кооперативів «Централ».
Восени 1920 за пропозицією Сільськогосподарського наукового комітету України очолив Бюро фабрикатів землеудобрінь при секції ґрунтознавства, а кооперативний інститут ім. М. І. Туган-Барановського у Києві запросив В. М. Доманицького на посаду асистента при кафедрі економіки дрібних господарств. З травня 1921 — секретар Київського краєвого Управління по дослідній справі й одночасно вчений секретар Київської філії Сільськогосподарського наукового комітету України. З 6 вересня 1921 — завідувач відділом пристосування (сільськогосподарської пропаганди) Уманської сільськогосподарської станції й одночасно виконувач обов'язків завідувача господарством станції. Навесні 1922 Доманицького обрали ученим секретарем Київського відділу Всеукраїнського агрономічного союзу.

### Еміграція

#### Чехословаччина
У 1922 Віктор Доманицький, як і багато інших представників української інтелігенції, змушений був емігрувати. Спочатку викладав у Берліні на курсах українознавства, а наступного року керував господарською практикою та був лектором у технічній школі у Вінсдорфі під Берліном.
У 1924 на запрошення ректорату Української господарської академії переїхав до Чехословаччини в Подебради, де зайнявся педагогічною та публіцистичною діяльністю. 19 січня 1924 його обрали на посаду асистента при кафедрі загального хліборобства УГА, з 1 жовтня 1924 р. читав курс лісової ботаніки. У 1925 В. М. Доманицький був призначений професорською радою УГА лектором курсів селекції сільськогосподарських рослин і сортознавства, а з 1926 р. читав лекції з курсу сільськогосподарської дослідної справи. У 1928 отримав звання доцента і був завідувачем кафедри спеціального хліборобства.
Віктор Миколайович також працював в Українському вільному університеті. За працю «Проблема організації сталого господарства в степу» він був призначений приват-доцентом кафедри політичної економіки з нахилом до аграрної політики. Після захисту у 1938 роботи «Індивідуальне та колективне господарювання в сільському господарстві» отримав звання професора і став керувати кафедрою соціології. У 1941 за працю «Засади українського рурбанізму» був призначений професором соціології і згодом став керувати кафедрою кооперації.
Педагогічну діяльність В. М. Доманицького була не єдиним заняттям. Він керував Товариством українських інженерів у ЧСР протягом 1936—1937, очолював Комітет фундації ім. К. Мацієвича, співпрацював з іншими товариствами.

#### Німеччина
23 квітня 1945 він разом із іншими співробітниками Українського технічно-господарського інституту заочного навчання, у який раніше була перетворена УГА, перебрався до Німеччини. 12 червня 1945 за дозволом американської адміністрації розпочалася діяльність УТГІ у Регенсбурзі (Баварія). Серед тих хто, активно займався відновленням університету, був і Віктор Доманицький. Його спочатку обрали на посаду виконувача обов'язків заступника директора та керівника агрономічно-лісового відділення, а у грудні 1945 — першим ректором УТГІ, через два роки він ще рік виконував обов'язки проректора. УТГІ формувалася з різних груп викладачів, у виникли політичні розбіжності. З часом виявилося, що на думку Доманицького університет не вдасться зберегти і у вересні 1949 В. М. Доманицький вирішив переїхати до США.

#### США
Віктор Доманицький наполегливо працював до останніх своїх років життя. Був одним з активних учасників заходів із відзначення у 1959 ювілею гетьмана України Івана Мазепи. У 1961 у Чикаго вийшла друком його книга «Тарас Шевченко: синтетично-націологічні студії його життя й творчости», у 1962 — «Етапи розвитку науки про націю».
Похований в Українському Пантеоні на православному цвинтарі Св. Андрія Первозванного у Баунд-Бруку, штат Нью-Джерсі.

### Видання
- Націотворча роля гетьмана Мазепи: Промова на ювілейних урочистостях з приводу 250-ліття смерти гетьмана І. Мазепи в Детройті, Міннеаполісі та Вінніпезі. — Чикаго: Накладом автора, 1960.
- Сільське господарство України в умовах нової Європи. — Прага, 1942.
- Тарас Шевченко: (синтетично-націологічні студії його життя й творчости. — Чикаґо: Накладом автора, 1961. [Архівовано 4 березня 2016 у Wayback Machine.]
- Етапи розвитку науки про націю. — Б.м. Чикаго, 1962.
- Цукрові буряки: (чому, де та як треба їх управляти): короткий підручник для першого й другого ступня Хліборобського вишколу молоді). — Краків: Українське видавництво, 1941. — 64 с.
- Академічні традиції Києво-Могилянсько-Мазепинської академії: (напередодні 350-х роковин її заснування) // Наукові записки Українського технічно-господарського інституту, 1964, вип. 5 (8)